# Championnats d'Afrique d'aviron 1998
Navigation
Édition précédente Édition suivante
Les championnats d'Afrique d'aviron 1998, troisième édition des championnats d'Afrique d'aviron, ont lieu en décembre 1998 au Caire, en Égypte. Six nations participent à la compétition : l'Afrique du Sud, l'Algérie, l'Égypte, le Maroc, la Tunisie et le Zimbabwe.

## Médaillés seniors

### Hommes
Parmi les médaillés, on compte :
- Ali Ibrahim (EGY), médaillé d'or en skiff ;
- Mamdouh Mohamed et Ali Ibrahim (EGY), médaillés d'or en deux de couple ;
- Abdou Abbas et Abdel Rahman Salah (EGY), médaillés d'or en deux de couple poids légers ;
- Shaban Hamada et Hany Galal (EGY), médaillés d'argent en deux sans barreur ;
- Amr ElSheikh, Raafat Hussein, Hussein Rezk, Mohamed Hassan et un rameur inconnu (EGY), médaillés d'or en quatre avec barreur ;
- ElAttek Mohamed, Hamdy ElKot, Tarek Hamed et Kamal Hassan (EGY), médaillés d'or en quatre sans barreur ;
- Fathy Saleh, Shams Ahmed Hamed, Tarek Hamed, Kamal Hassan, ElSayed ElBadwehy, Hamdy ElKot, Emera Abdou, Saad Arafaat et Mohamed Mossaad (EGY), médaillés d'or en huit.

### Femmes
Parmi les médaillées, on compte :
- Farida Gaber (EGY), médaillée d'argent en skiff ;
- Farida Gaber (EGY), médaillée de bronze en skiff poids légers ;
- Amal Mahrous et Marwa Ahmed (EGY), médaillées d'argent en deux sans barreur ;
- Mona Ibrahim et Ola Mohamed (EGY), médaillées de bronze en deux de couple ;
- Marwa Youssef, Bassant Hussein, Mayada Awad et Amany Farag (EGY), médaillés d'argent en quatre sans barreur.

## Médaillés juniors

### Hommes
Parmi les médaillés, on compte :
- Magdy Ibrahim (EGY), médaillé d'or en skiff ;
- Mohamed Mokhtar et Amer Ateya ElSayed (EGY), médaillés d'or en deux de couple ;
- ElNabil Safaa, Seif ElDin Mohamed, Mostafa Mohamed, Alaa ElSayed et Mohamed Aly (EGY), médaillés d'or en quatre avec barreur ;
- Mohab Loai, Ahmed Sanad, ElNabil Safaa, Seif ElDin Mohamed, Mostafa Mohamed, Alaa ElSayed, Sameh AbdelAziz, Saher Refaat et Mohamed Mohye ElDin (EGY), médaillés d'or en huit.

### Femmes
Parmi les médaillées, on compte :
- Hader Ezzat (EGY), médaillée de bronze en skiff ;
- Marwa Youssef, Bassant Hussein, Mayada Awad, Amany Farag et Mahinour Medhat (EGY), médaillés de bronze en quatre avec barreur.